# Bretteville-le-Rabet
Bretteville-le-Rabet là một xã ở tỉnh Calvados, thuộc vùng Normandie ở tây bắc nước Pháp.